# Khatak
|  | Per a altres significats, vegeu «Muntanyes Khatak». |

Khatak és una tribu paixtu dels districtes pakistanesos de Kohat i Peshawar a la Província de la Frontera del Nord-oest. Vers 1975 la formaven unes 200.000 persones. Parlen el paixtu anomenat "dolç".
Inicialment vivien a la vall de Shawal al Wazisristan però van emigrar al segle xiv. El cap dels khatak Malik Ako va rebre de l'emperador Akbar el Gran els territoris que encara ocupa, en feu (1586) podent cobrar els drets de pas de l'Indus a Attock però havent de mantenir oberta aquesta ruta fins a Kabul (possessió de l'imperi aleshores). Aquest control del pas d'Attock va provocar un conflicte amb els yusufzay que vivien al nord de Kabul, part dels territoris dels quals foren ocupats pels khataks; més tard la lluita entre les dues tribus es va agreujar durant la lluita entre Aurangzeb i els seus germans (1658) i els drets de pas de l'Indus foren abolits; bon part del segle van estar revoltats contra Aurangzeb, dirigits per Khushbal Khan, el qual va obtenir el suport dels afridis de Malik Darya Khan i Aymal Khan; en canvi els Yusufzay no es van sumar a la revolta. Mort Aurangzeb els khatak ja no es van oposar més als mogols. El 1823 es van confederar finalment amb els yusfuzay i van formar un exèrcit dirigit per Akbar Shah, sayyid de la família Pir Baba i van lluitar contra el sikh Ranjit Singh; el 1828 una part de la tribu es va unir a les forces de Sayyid Ahmad de Barelly contra els sikhs. Posteriorment van quedar sota protecció britànica.